# Dysomma fuscoventralis
Dysomma fuscoventralis är en fiskart som beskrevs av Sigmund Karrer och Wolfgang Klausewitz 1982. Dysomma fuscoventralis ingår i släktet Dysomma och familjen Synaphobranchidae. Inga underarter finns listade i Catalogue of Life.